# Alfredo Petit Vergel
Alfredo Víctor Petit Vergel (* 24. Juli 1936 in Havanna; † 7. August 2021 ebenda) war ein kubanischer römisch-katholischer Geistlicher und Weihbischof in San Cristóbal de la Habana.

## Leben
Alfredo Petit Vergel besuchte das Kolleg der Brüder der christlichen Schulen in Havanna. Danach studierte er zunächst Philosophie am Priesterseminar El Buen Pastor in Havanna. Anschließend absolvierte Petit Vergel an der Päpstlichen Universität Gregoriana in Rom ein Theologiestudium, das er mit dem Lizenziat abschloss. In dieser Zeit war er Alumne des Päpstlichen lateinamerikanischen Kollegs „Pius“. Am 23. Dezember 1961 empfing Petit Vergel in der Kapelle des Päpstlichen lateinamerikanischen Kollegs durch den Sekretär der Kongregation für außerordentliche Aufgaben der Kirche, Kurienerzbischof Antonio Samorè, das Sakrament der Priesterweihe für das Erzbistum San Cristóbal de la Habana.
Nach der Rückkehr in seine Heimat war Alfredo Petit Vergel als Pfarrvikar an der Kathedrale San Cristóbal in Havanna und in der Pfarrei Sagrado Corazón in Vedado sowie als Kaplan der Katholischen Aktion tätig, bevor er Pfarrer der Pfarrei Salvador del Mundo in Cerro wurde. Daneben lehrte er am Priesterseminar San Carlos y San Ambrosio in Havanna. Später wirkte Petit Vergel als Diözesankanzler, Regens des Priesterseminars San Carlos y San Ambrosio sowie als Pfarrer der Pfarrei San Francisco de Paula und Krankenhausseelsorger am Hospital San Francisco de Paula. Ab 1985 war er Bischofsvikar für die zentrale Pastoralregion des Erzbistums San Cristóbal de la Habana. 1988 wurde Alfredo Petit Vergel zudem Verantwortlicher für die Ausbildung der Ständigen Diakone.
Am 16. November 1991 ernannte ihn Papst Johannes Paul II. zum Titularbischof von Buslacena und zum Weihbischof in San Cristóbal de la Habana. Die Bischofsweihe spendete ihm der Erzbischof von San Cristóbal de la Habana, Jaime Ortega, am 12. Januar 1992 in der Kathedrale San Cristóbal in Havanna; Mitkonsekratoren waren Faustino Sainz Muñoz, Apostolischer Pro-Nuntius in Kuba, und Pedro Claro Meurice Estiu, Erzbischof von Santiago de Cuba. Sein Wahlspruch Junto a la cruz de Jesús estaba su madre („Beim Kreuz Jesu stand seine Mutter“) stammt aus Joh 19,25 . Als Weihbischof war Alfredo Petit Vergel zudem als Bischofsvikar für die Pastoralregion Süd des Erzbistums San Cristóbal de la Habana und als Richter am diözesanen Kirchengericht tätig. Ferner blieb er bis 2017 Pfarrer der Pfarrei San Francisco de Paula in Havanna. In der Kubanischen Bischofskonferenz war Petit Vergel Mitglied der Kommissionen für den Ständigen Diakonat sowie für die Glaubenslehre und Ökumene.
Am 26. Februar 2016 nahm Papst Franziskus seinen altersbedingten Rücktritt an.